# Sartoria Ventura
Sartoria Ventura è stata una casa di moda italiana attiva nel settore della moda, fondata nel 1815 a Milano da Domenico Ventura.

## Storia
Fondata nel 1815 l'azienda caratterizza da subito la sua attività in riproduzioni di abiti e modelli francesi dell'epoca, conquistando una numerosa clientela anche in ambito internazionale. Nel 1869 apre un laboratorio sartoriale anche a Ginevra annoverando fra i suoi clienti la famiglia reale austriaca, nonché la regina Margherita, venendo pertanto nominata Reale Fornitore di Casa Savoia. Nel 1920 partecipa alla Fiera Campionaria insieme ad altri nomi della moda italiana del tempo come Ferrario, Radice, Fumach-Galli, Marta Palmer e Montorsi. Nel 1923 apre una succursale a Roma, in piazza di Spagna, angolo via della Croce, il cui titolare, Vittorio Alberto Montana, viene successivamente nominato presidente del Sindacato Italiano Alta Moda. Tra le clienti di quel periodo le attrici Clara Calamai e Isa Miranda. Nel 1930 realizza l'abito da sposa di Maria José del Belgio. L’abito del regale matrimonio fu illustrato da John Guida e venne pubblicato su tutti i giornali dell’epoca. Fernanda Gattinoni mosse i primi passi nella moda, da première presso l'atelier romano. All’inizio degli anni ’40 la ditta chiude. La sede di Milano viene rilevata da Germana Marucelli, mentre la sede romana viene assorbita da Gabriella di Robilant che vi trasferisce il suo atelier Gabriellasport.